# Valmont (Sena Marítimo)
Valmont é uma comuna francesa na região administrativa da Normandia, no departamento de Sena Marítimo. Estende-se por uma área de 5,54 km². Em 2010 a comuna tinha 867 habitantes (densidade: 156,5 hab./km²).